# Zeche Vereinigte Forelle & Alteweib
Die Zeche Vereinigte Forelle & Alteweib ist ein ehemaliges Steinkohlenbergwerk in Brünninghausen. Die Zeche war auch unter den Namen Zeche Forelle & Alt Weib und Zeche Vereinigte Alteweib & Forelle bekannt und ist aus der Konsolidation der Zeche Forelle mit der Zeche Alte Weib entstanden.

## Bergwerksgeschichte
Am 1. September 1820 und 8. Februar 1821 erfolgte die Konsolidation der beiden Zechen Forelle und Alteweib für den gemeinsamen Tiefbau. Die Stollenmundlöcher von Zeche Alte Weib (51° 29′ 13,7″ N, 7° 27′ 1,8″ O) und Zeche Forelle (51° 29′ 13,7″ N, 7° 26′ 53,2″ O) befanden sich gegenüber dem Bolmketal am Südufer der Emscher. Der Tiefbau ging bis zur 5. Gesenksohle. Die Wasserhaltung wurde mit einem Pferdetretrad ab der Kunstsohle über den Kunstschacht Philipp durchgeführt. Im Jahr 1825 waren die Schächte Lucas, Christoph und Christian, sowie der Kunstschacht Philipp in Betrieb. Im Jahr 1828 wurde am Schacht Philipp eine Dampfmaschine für die Wasserhaltung installiert, um das veraltete Pferdetretrad zu ersetzen. Im Jahr 1830 waren die Schächte Rudolph, Markus und Hoffnung sowie der Kunstschacht Philipp und ein Wasserschacht in Betrieb. Das Fördervermögen der Schächte lag bei 20.600 preußischen Tonnen im Jahr.
Im Jahr 1835 waren die Schächte Rudolph und Markus sowie der Kunstschacht Philipp und ein Wasserschacht in Betrieb. Im Jahr 1837 wurde eine Dampfmaschine für die Förderung in Betrieb genommen. Im Jahr 1841 waren die Vorräte im Tiefbau fast abgebaut. Im Jahr 1845 waren der Schacht Rudolph sowie ein Kunstschacht, ein Wasserschacht und ein Fundschacht in Betrieb. Im Jahr 1847 wurde der Kunstschacht tiefer geteuft. Im Jahr 1849 wurde zum Rollmannsbrunnen der Saline Königsborn in Kamen-Heeren 6000 Scheffel Steinkohle geliefert. Im Jahr 1850 war das Bergwerk nachweislich in Betrieb und im Jahr 1855 wurde das Bergwerk in Fristen erhalten. Im Jahr 1858 war die 4. Tiefbausohle in Betrieb. Im Jahr 1876 waren ein Maschinenschacht und ein Kunstschacht sowie der Stollen in Betrieb. Spätere Angaben gibt es nicht, vermutlich wurde die Zeche Vereinigte Forelle & Alteweib kurz danach stillgelegt.

### Förderung und Belegschaft
Die ersten bekannten Förderzahlen des Bergwerks stammen aus dem Jahr 1836, damals wurden 12.007⅞ preußische Tonnen Steinkohle gefördert. Im Jahr 1840 stieg die Förderung an auf 24.791 preußische Tonnen Steinkohle. Die letzten Förderzahlen des Bergwerks stammen aus dem Jahr 1841, in dem 26.249 preußische Tonnen Steinkohle gefördert wurden. Aus dem Jahr 1849 wurde eine Kohlenlieferung von 6000 Scheffel an die Saline Königsborn gemeldet, ob diese Förderung aber aus demselben Jahr stammt, ist nicht ersichtlich.